# Dracula dens-canis
Dracula dens-canis é uma espécie de orquídea epífita de crescimento cespitoso cujo gênero é proximamente relacionado às Masdevallia, parte da subtribo Pleurothallidinae. Esta espécie é originária da Colômbia, onde habita florestas úmidas e nebulosas das montanhas.